# Holzhausen (Bad Pyrmont)
Holzhausen ist ein Ortsteil der Kurstadt Bad Pyrmont im niedersächsischen Landkreis Hameln-Pyrmont.

## Geografie und Verkehrsanbindung
Der Ortsteil erstreckt sich unweit westlich der Kernstadt von Bad Pyrmont am Mühlenbach. Nördlich verlaufen die Landesstraßen L 430 und L 426. Unweit südlich verläuft die Landesgrenze zu Nordrhein-Westfalen.

## Geschichte
Holzhausen wurde als „Holthusen“ 1173 zum ersten Mal urkundlich erwähnt. Zu Beginn des 20. Jahrhunderts zählte Holzhausen 2 081 Einwohner und verfügte über Zigarrenfabriken. Damit war es größer als Bad Pyrmont, das zur gleichen Zeit 1 483 Einwohner hatte. 1924 lebten in Holzhausen 2 351 und in Bad Pyrmont 2 575 Menschen.
Am 1. April 1938 wurde Holzhausen nach Bad Pyrmont eingemeindet (siehe Landkreis Hameln-Pyrmont#Ehemalige Gemeinden).
Das Wappen datiert auf den 6. Oktober 1933 (genehmigt durch den Preuß. Innenminister).

## Bauwerke
Holzhausens Ortskern ist ein Haufendorf mit zahlreichen gut erhaltenen bzw. renovierten Fachwerkhäusern, von denen einige bereits zu Beginn des 18. Jahrhunderts erbaut wurden. Erheblich jünger ist die 1953–1954 erbaute evangelisch-lutherische Johanniskirche. Die neuapostolische Kirche wurde 1965 errichtet.

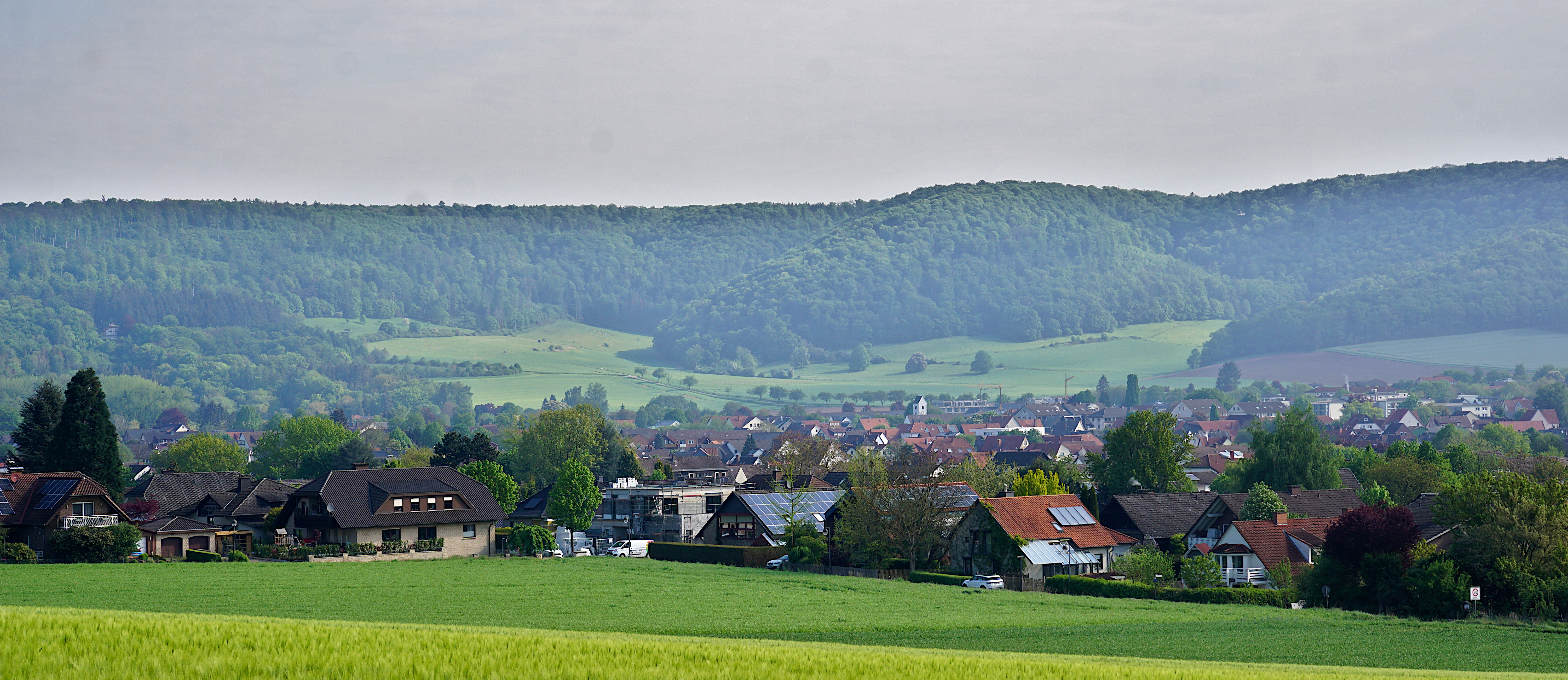
Holzhausen, Ansicht von Nagelbrink
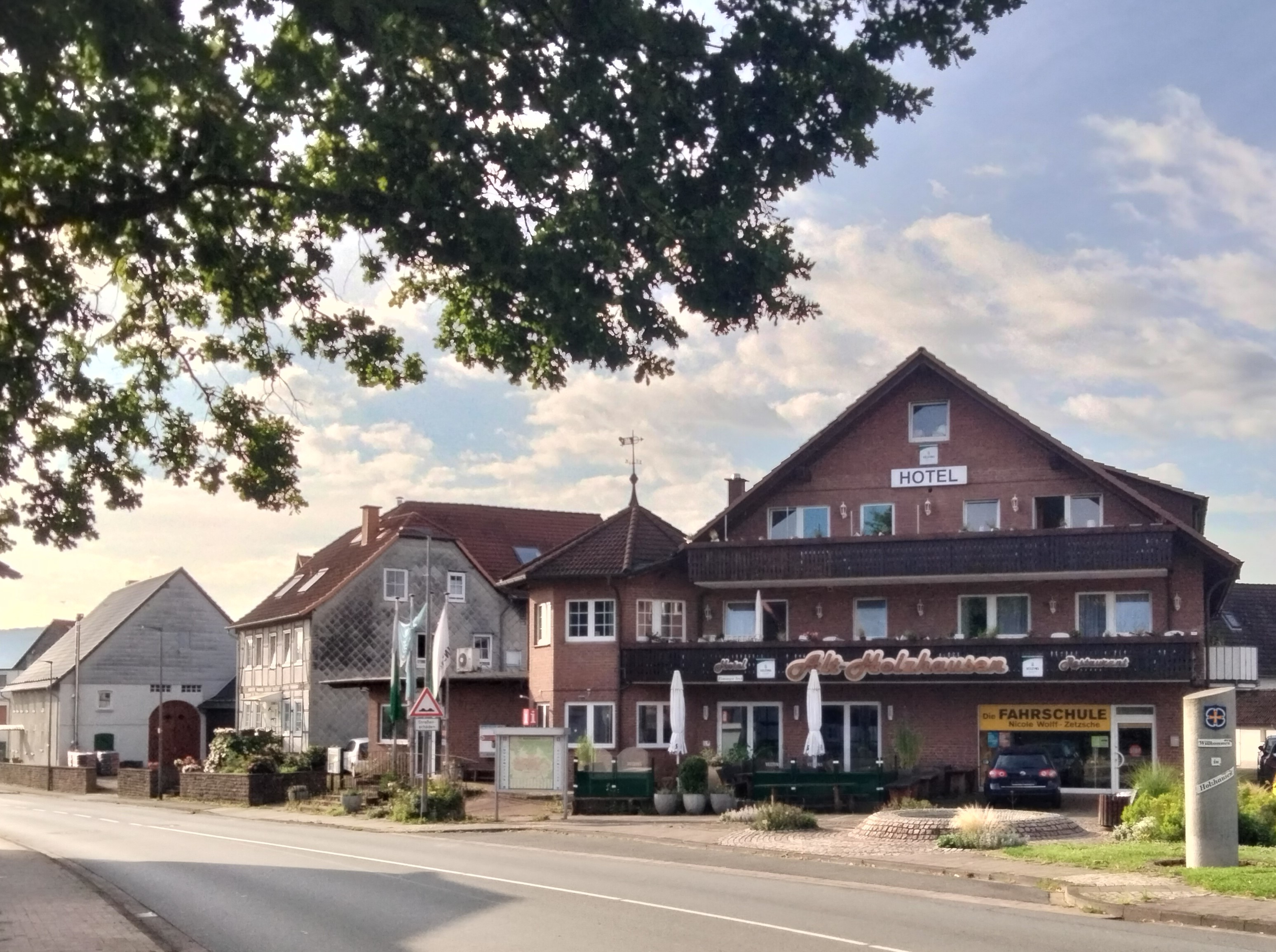
Ortsmitte
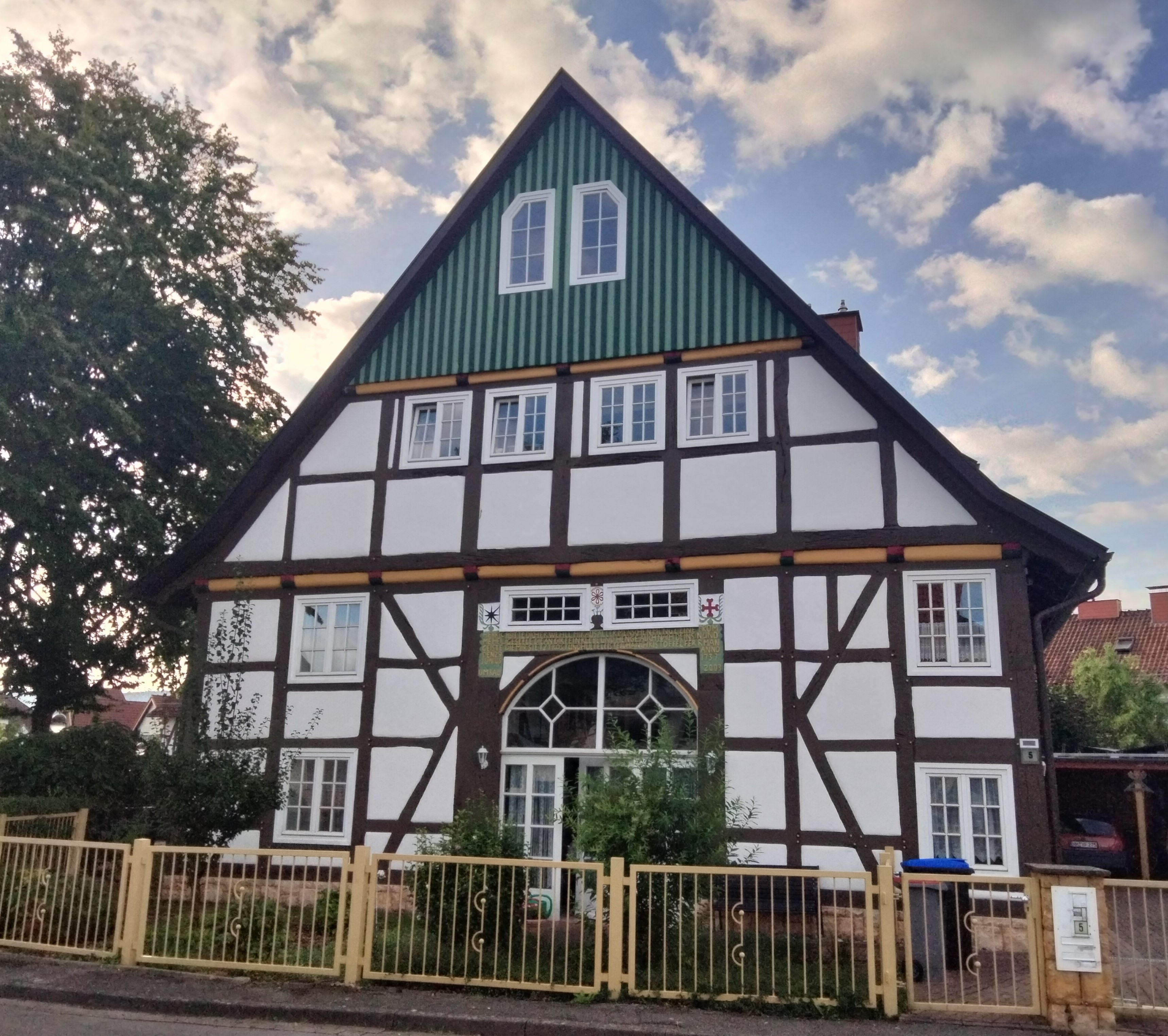
Ortsstraße
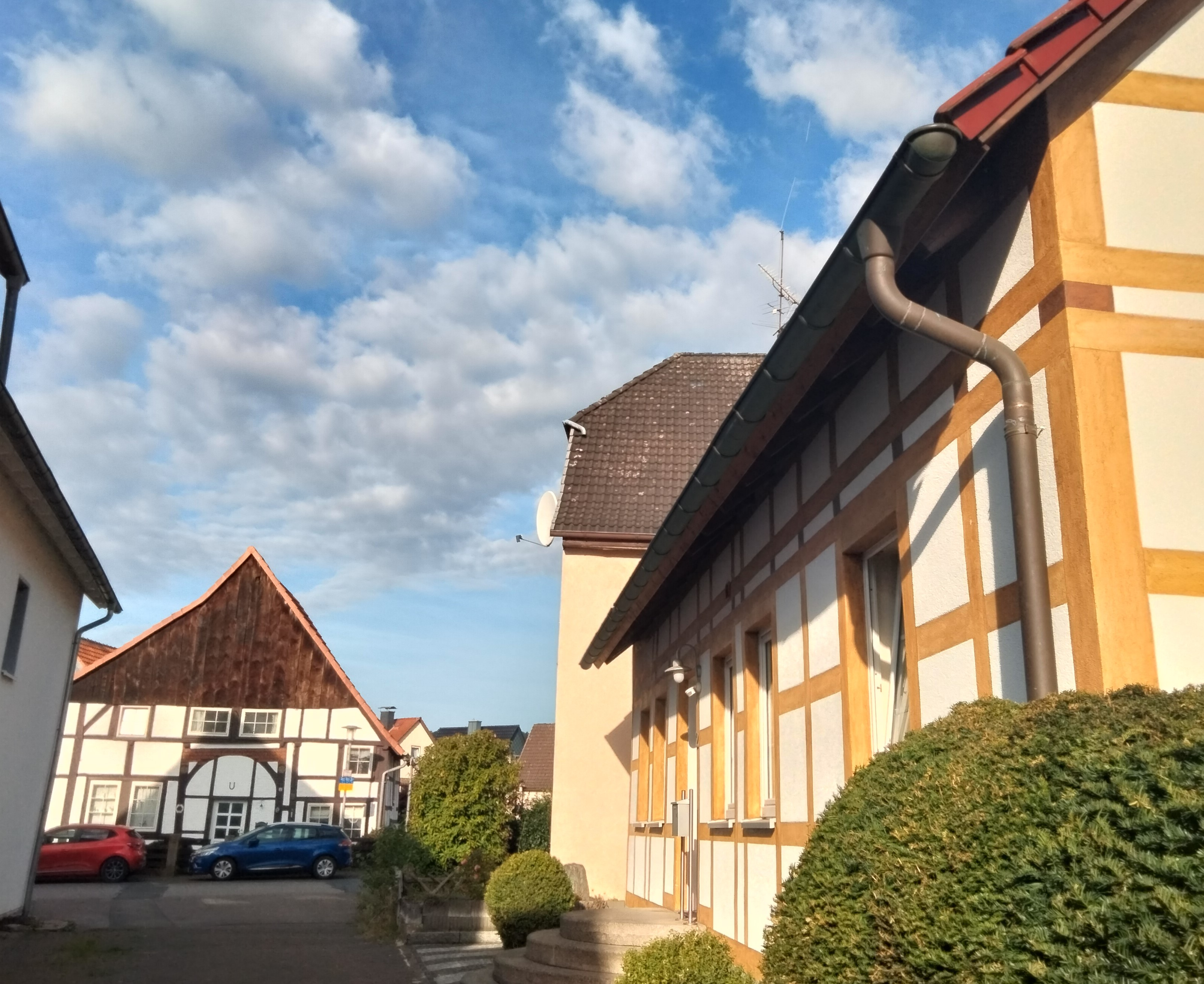
Moorgasse
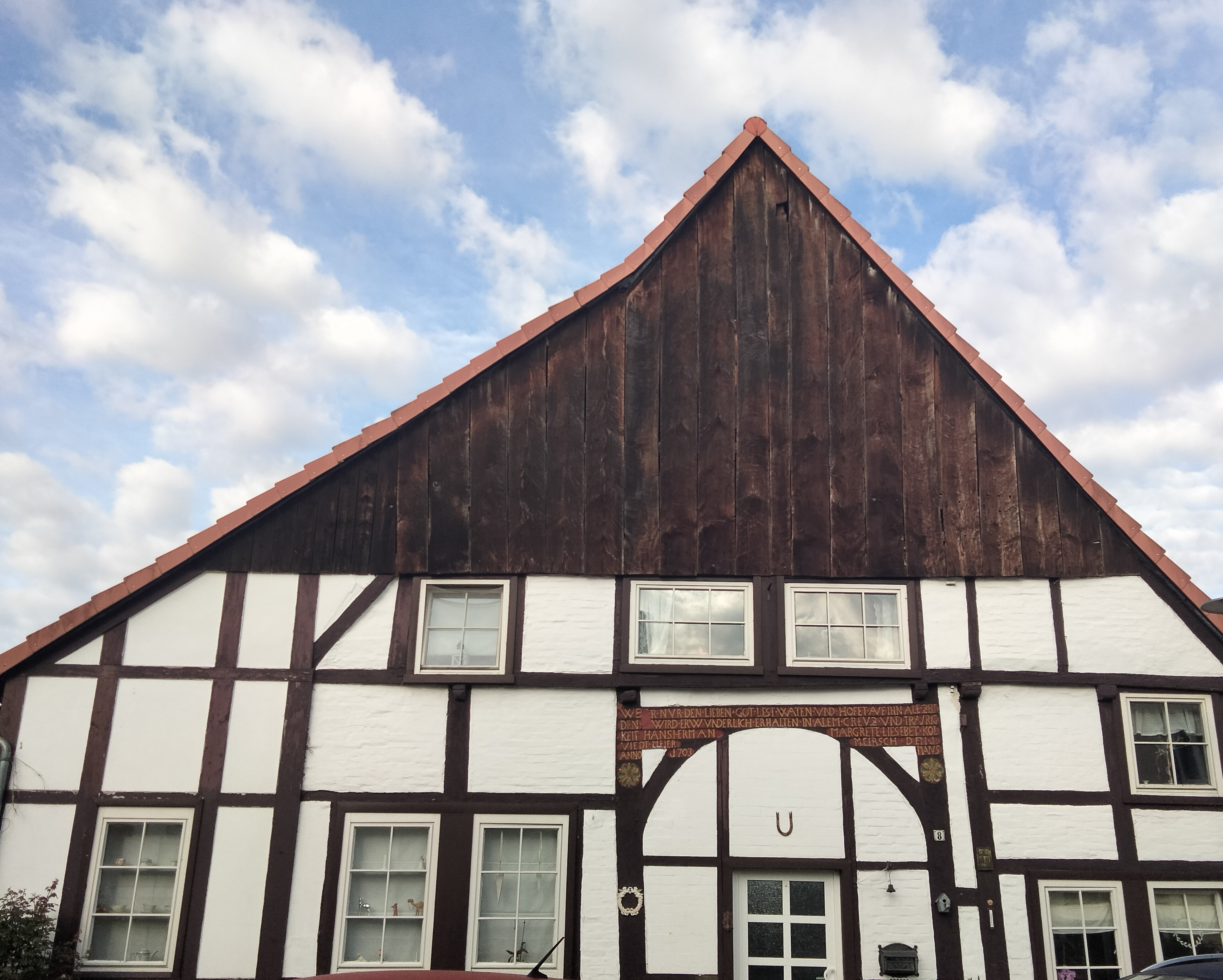
Ortsstraße
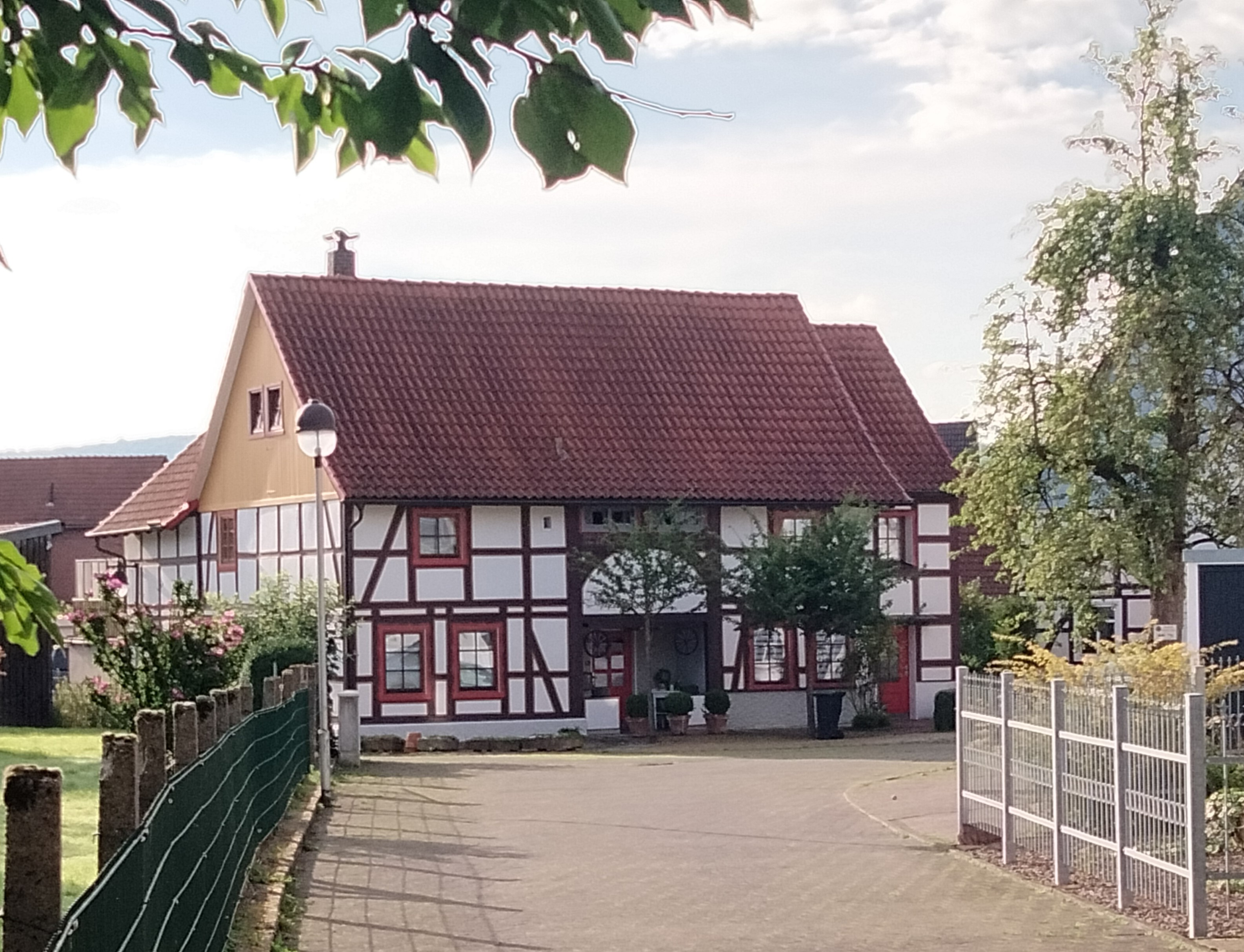
Schäfergasse
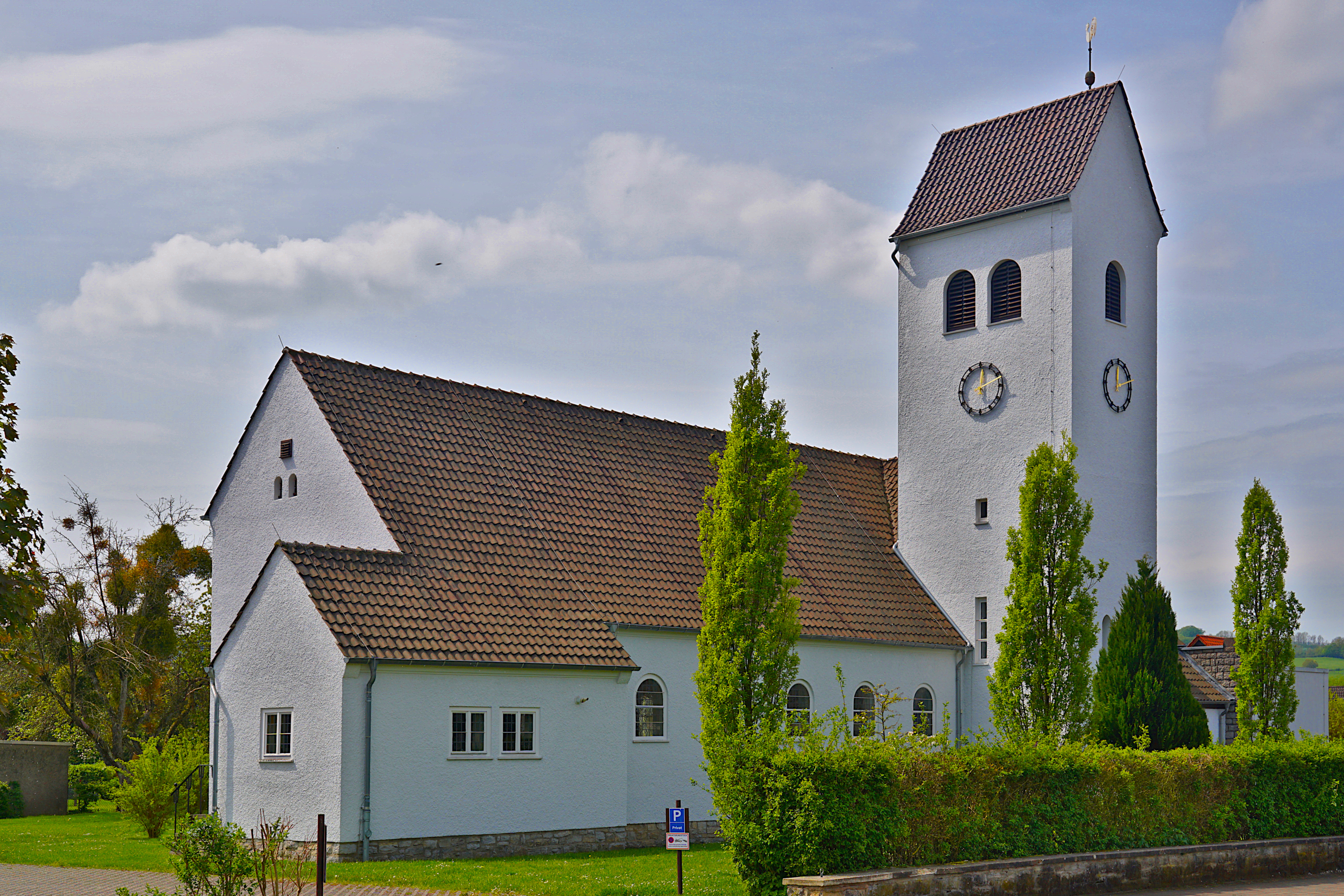
Johanniskirche
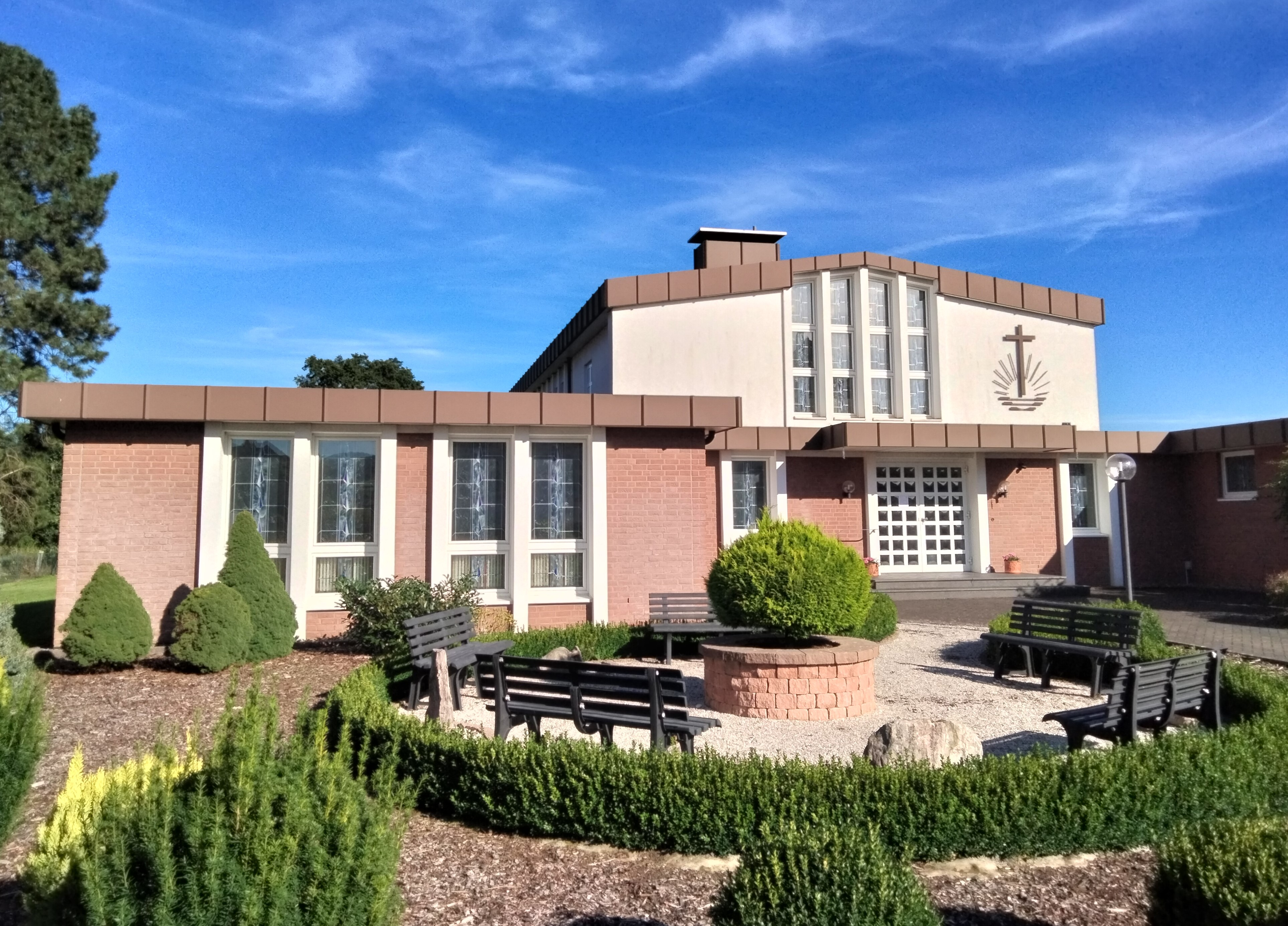
Neuapostolische Kirche

## Persönlichkeiten

### Söhne und Töchter des Ortes
- Georg Rhein (1815–1876), Kaufmann und Politiker
- Friedrich Gösling (1837–1899), Architekt und Unternehmer
- Franz Schrader (1919–2007), römisch-katholischer Priester, Kirchenhistoriker, Leiter des Bistumsarchivs in Magdeburg